# 6225 Hiroko
6225 Hiroko este un asteroid din centura principală de asteroizi.

## Descriere
6225 Hiroko este un asteroid din centura principală de asteroizi. A fost descoperit pe 1 martie 1981 la Siding Spring de Schelte J. Bus. Asteroidul prezintă o orbită caracterizată de o semiaxă mare de 2,21 ua, o excentricitate de 0,03 și o înclinație de 5,3° în raport cu ecliptica.